# Cruiser (Motorrad)

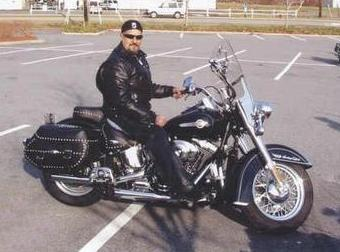
Harley-Davidson Heritage Softail, typischer Cruiser

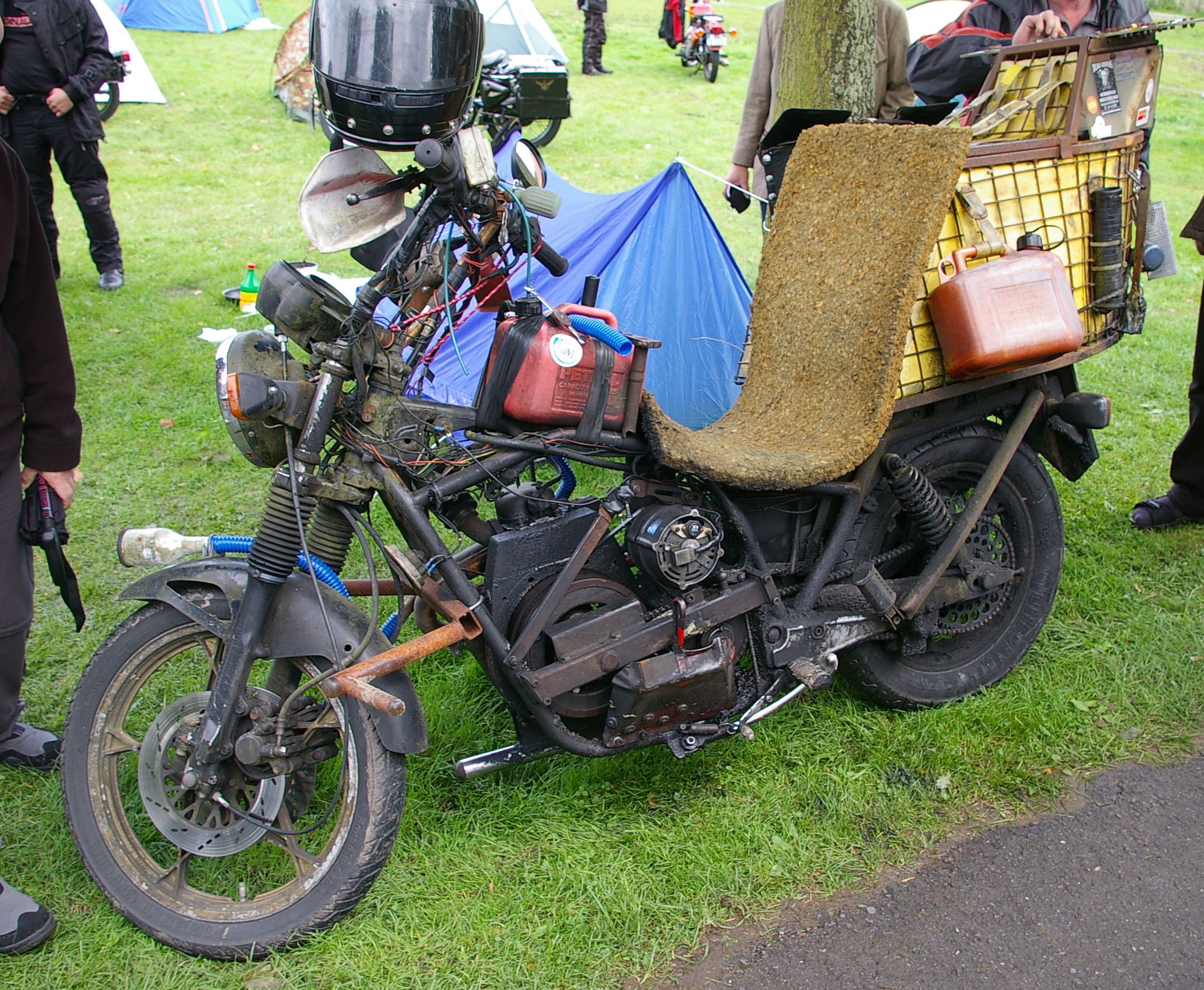
Schwedischer DIY-Diesel-Hybrid-Custom-Ratbike-Chopper-Cruiser (zeitgenössische Neuinterpretation des Garbage-Wagon-Styles)

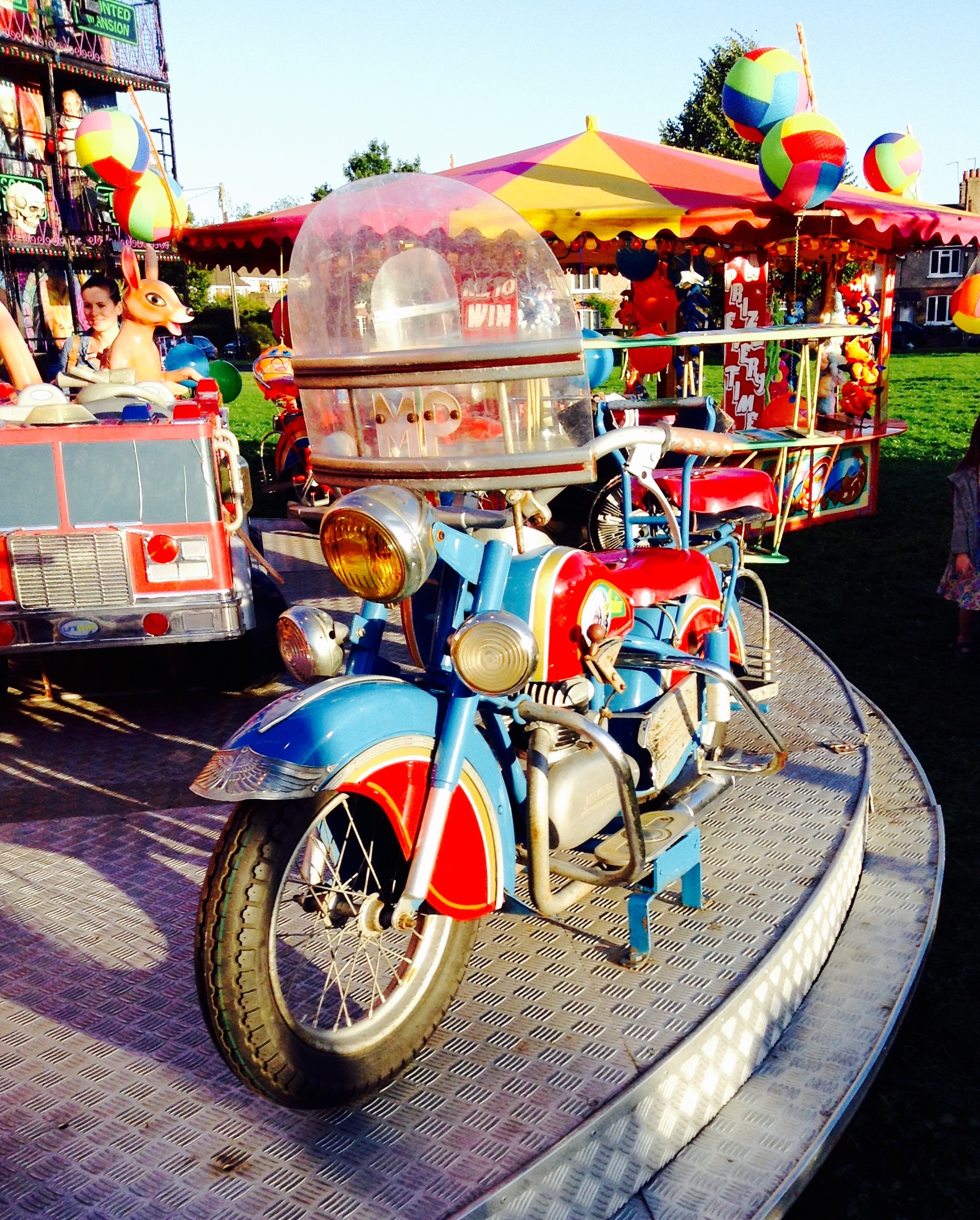
Typischer Kinderkarussell-Cruiser

Cruiser ist seit den 1990er Jahren die Bezeichnung für eine Kategorie Motorräder, deren Designmerkmale auf US-amerikanische Serienmaschinen (Harley-Davidson, Indian, Henderson) zurückzuführen sind, wie sie etwa ab den 1930er Jahren insbesondere für den Polizei- und Militäreinsatz gebaut wurden. Stilbildende bis -blühende Merkmale sind langer Radstand, breite Bereifung, großvolumiger Motor, große Kotflügel, breiter Lenker sowie relativ weit vorn angebrachte Trittbretter und daraus resultierende aufrechte Sitzposition, (ab 1949 auch) Telegabelverkleidungen sowie typisches Touren-Zubehör wie Windschutzscheibe, Packtaschen, Zusatzscheinwerfer und Sturzbügel. Durch Umbau solcher ausgemusterter Behördenmaschinen, sogenannter „Hogs“ (Schweine), entstanden ab etwa 1948 die ersten sogenannten „Chopped Hogs“ (faschiertes Schwein, Schweinehack oder Hackepeter), woraus sich später der Begriff Chopper und das Akronym HOG, sowohl 1983 für Harley Owners Group, als auch 1986 beim Börsengang an der New York Stock Exchange für die Aktie des Unternehmens Harley-Davidson, ableiteten.
Motorisiert sind Cruiser typischerweise mit einem großvolumigen, langhubigen V2-Motor, der sich durch ein hohes Drehmoment bereits im niedrigen Drehzahlbereich auszeichnet. Durch diese Motorcharakteristik eignen sich Cruiser gut zum ruhigen und dennoch kraftvollen Dahingleiten. Es gibt jedoch auch Ausnahmen, so fertigte BMW einen Cruiser auf Basis ihres 2-Zylinder-Boxermotors und Honda verwendet einen 6-Zylinder-Boxermotor aus der Gold Wing. 
Hunter S. Thompson erinnert in seinem wegweisend legendären Motorradroman Hell’s Angels, dass Motorräder dieses Typs umgangssprachlich auch „Garbage Wagons“ (Müllwagen) genannt werden.
Im Cruiserstil werden sowohl Leichtkrafträder mit 125 cm³ (z. B. Honda VT 125 Shadow) als auch hubraumstarke Maschinen bis 2.300 cm³ (Triumph Rocket III) angeboten.
Eine Auswahl an Cruisermodellen verschiedener Hersteller:
- Harley-Davidson FLSTF Fat Boy, FLSTN Softail Deluxe, FLSTC Heritage Softail Classic, FLHR Road King
- Indian Chief Classic
- BMW R 1200 C und R 18 mit 2-Zylinder-Boxermotor
- Honda VT 750 C Shadow, VT 1300 CX, Valkyrie Rune mit 6-Zylinder-Boxermotor
- Hyosung ST 700i
- Kawasaki VN-Reihe „Vulkan“ (u. a. VN 1600 und VN 2000)
- Moto Guzzi California 1100 und California 1400
- Suzuki Intruder C 800, M 1500 und M 1800 R
- Yamaha XV-Reihe (u. a. XV 1600 Wild Star und XV 1900 A Midnight Star)

Extreme Exemplare sind zum Beispiel die individuell gefertigten Motorräder von Boss Hoss mit Chevrolet-V8-Motoren von über 8.000 cm³ Hubraum und die Triumph Rocket III mit 3-Zylinder-Reihenmotor und 2.300 cm³ Hubraum bzw. Rocket 3 mit 2.500 cm³ Hubraum.

## Bildergalerie

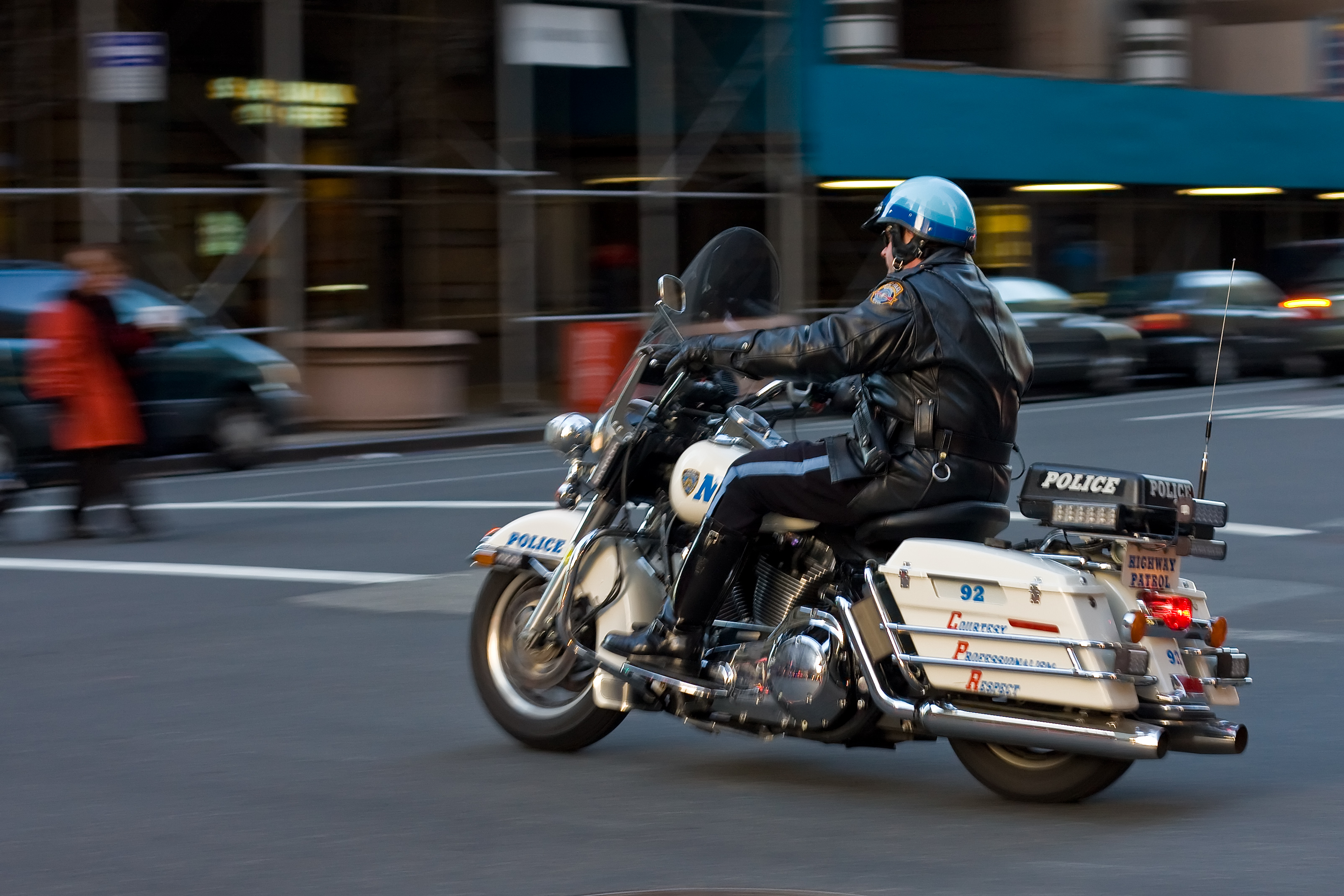
Harley-Davidson, typisches Cop-Hog
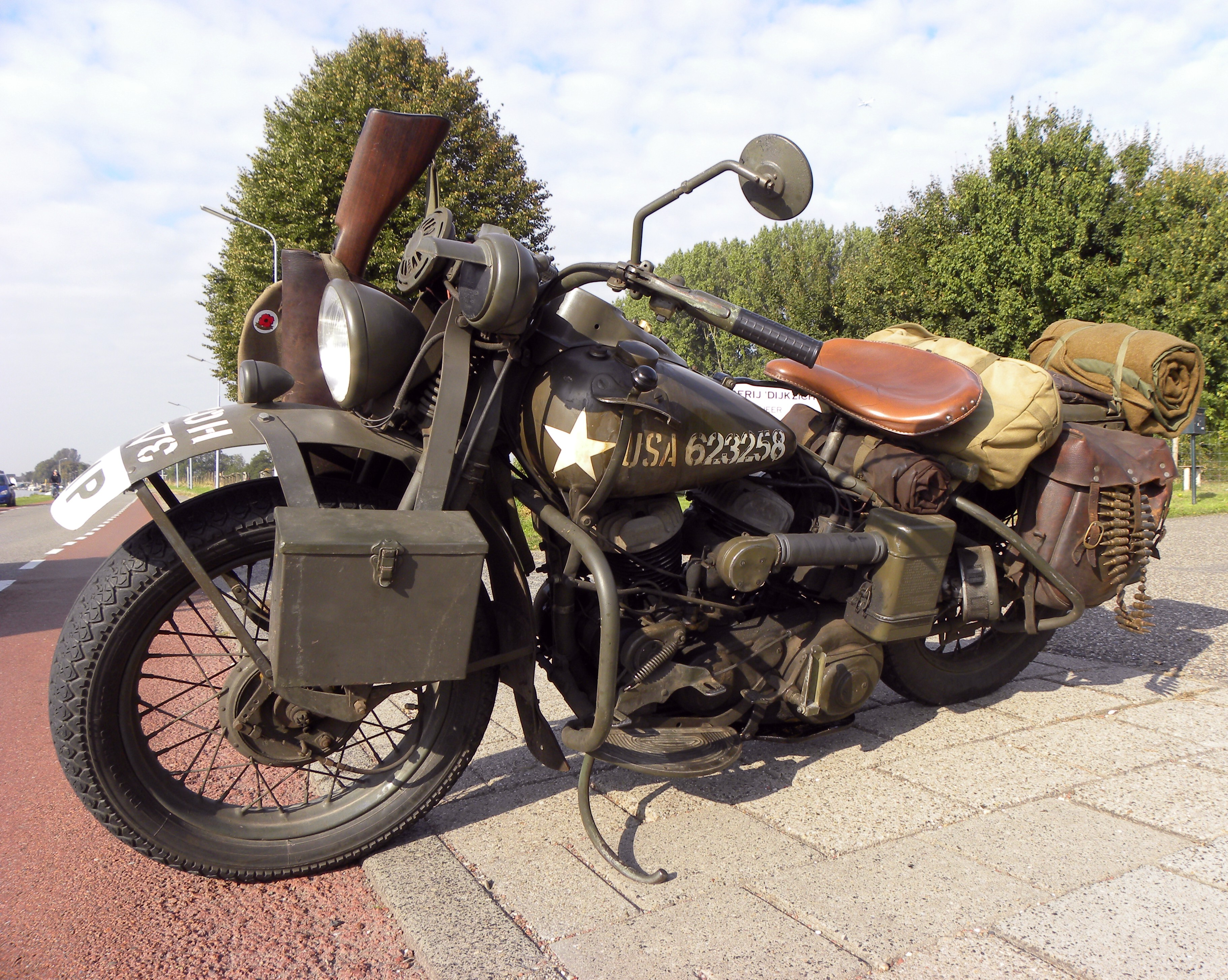
Harley-Davidson WLA (1940–1945)
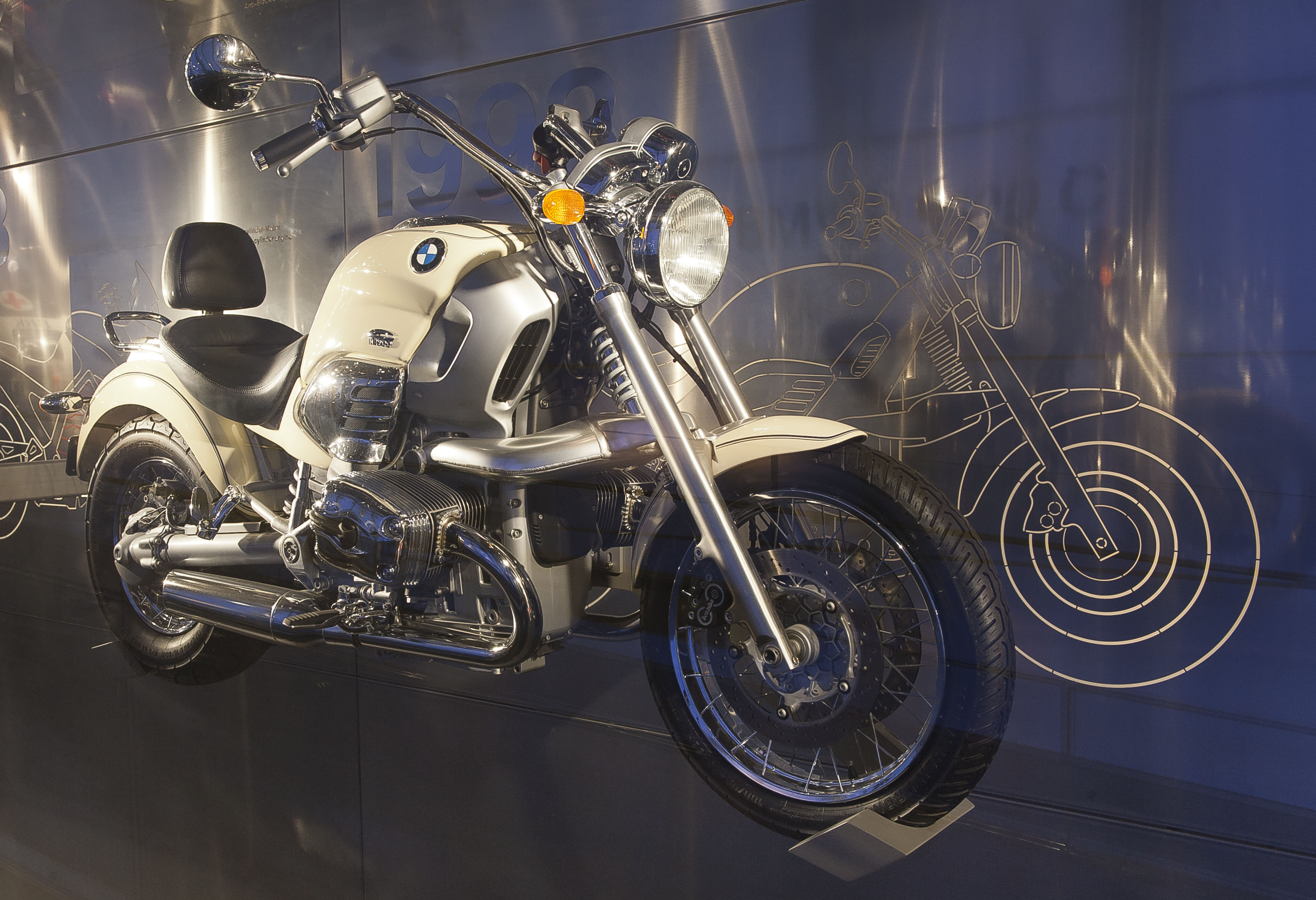
BMW R 1200 C
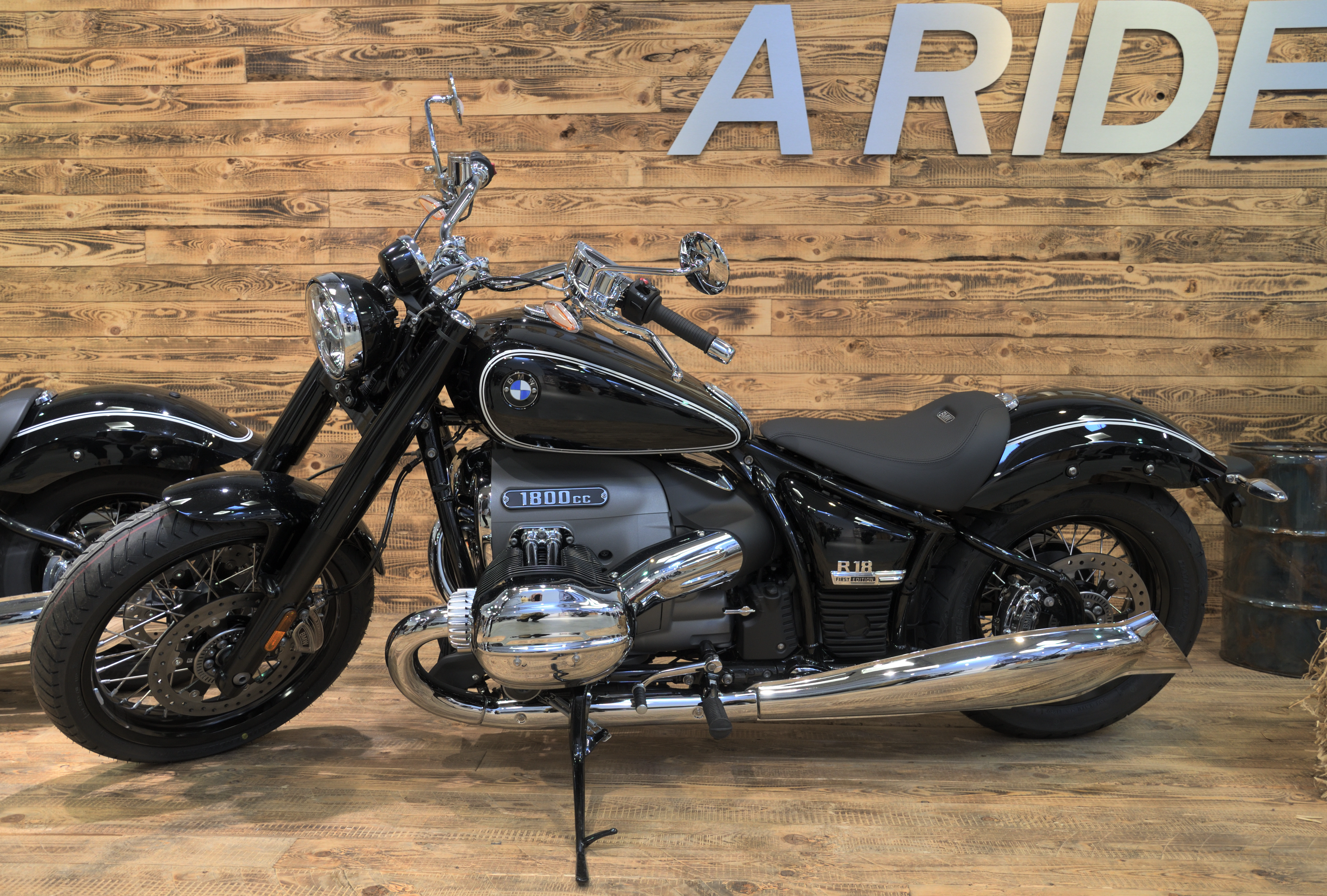
BMW R 18
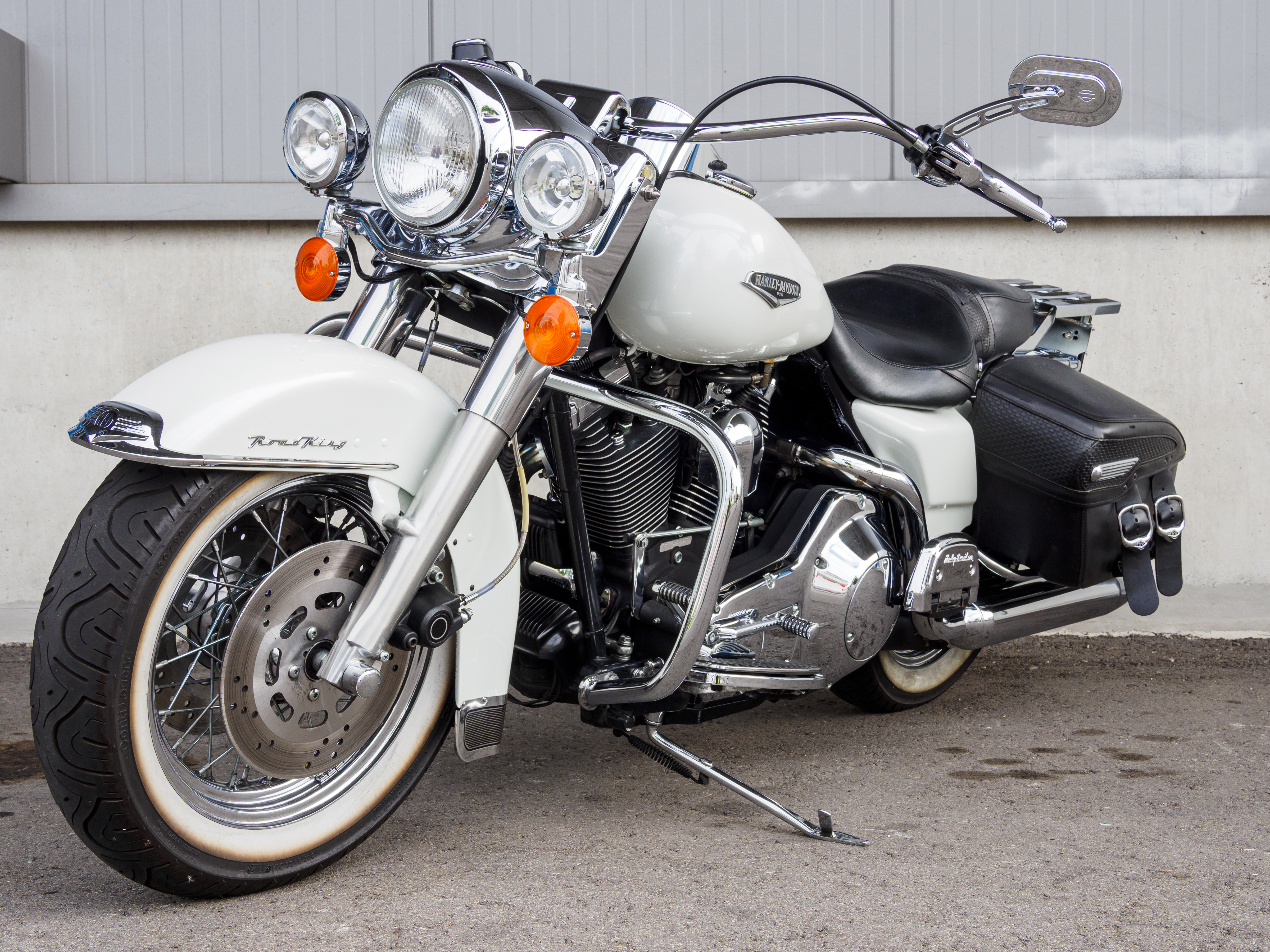
Harley-Davidson Road King
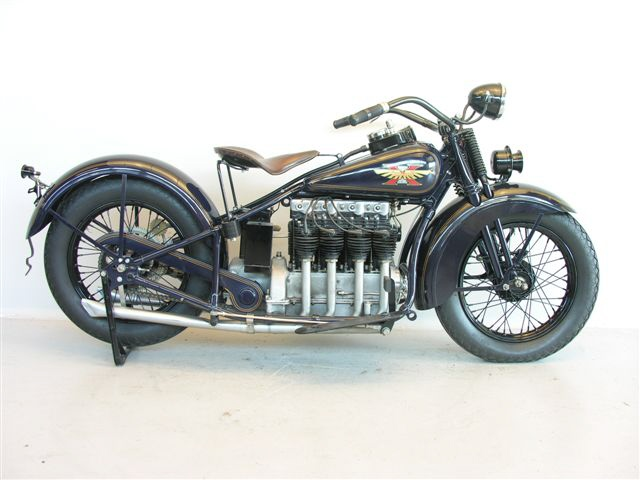
Henderson KJ „Streamline“ (1931)
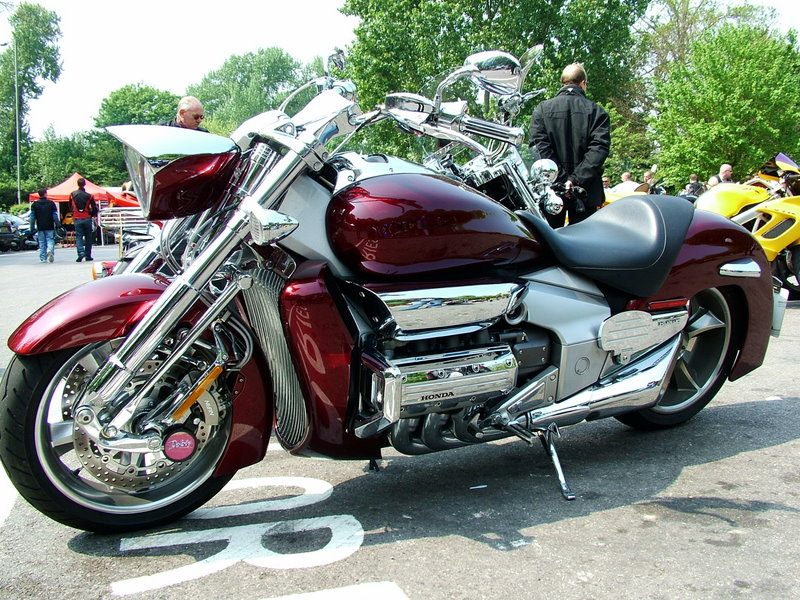
Honda Valkyrie Rune
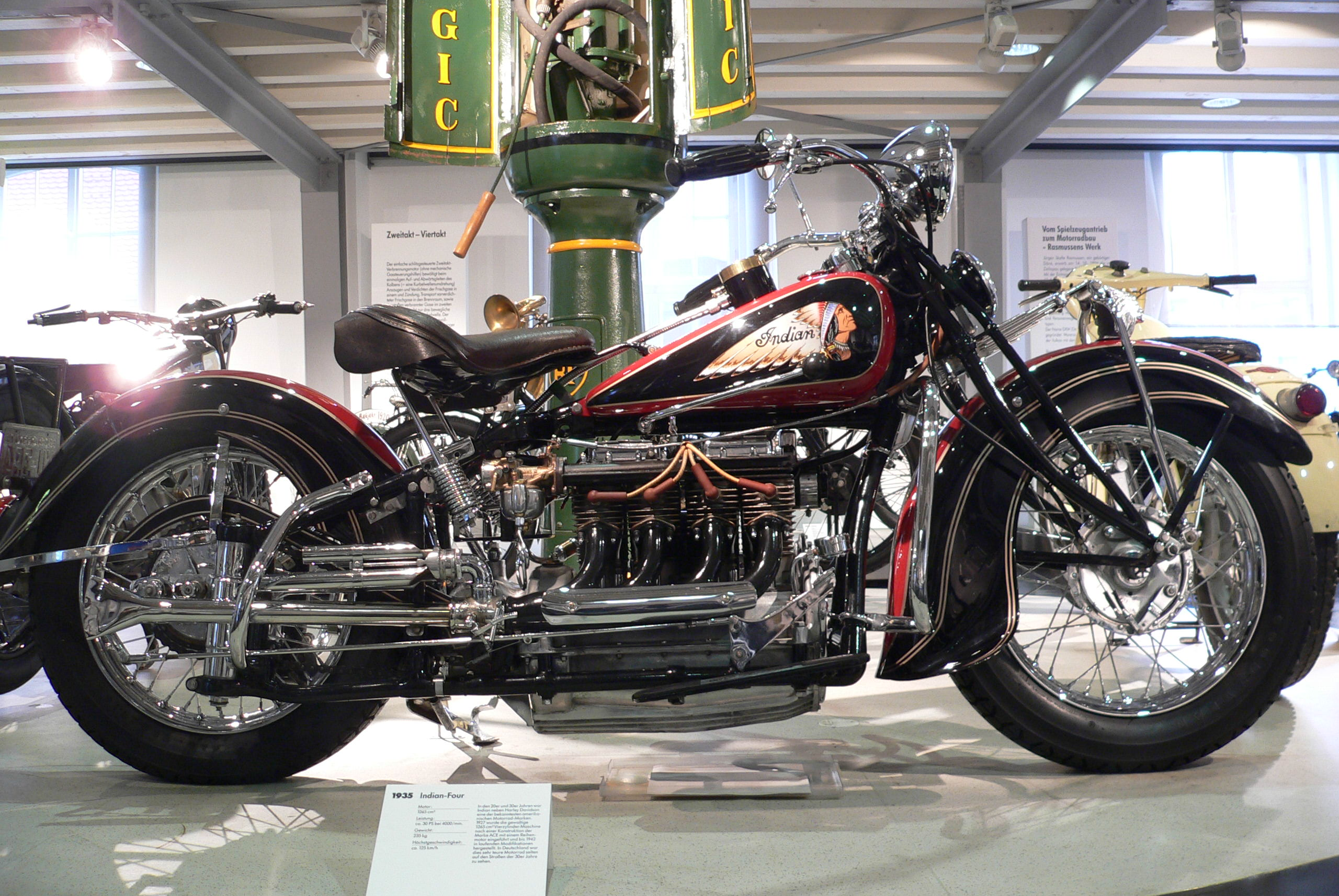
Indian Four (1935)
Kawasaki VN 1500 Classic
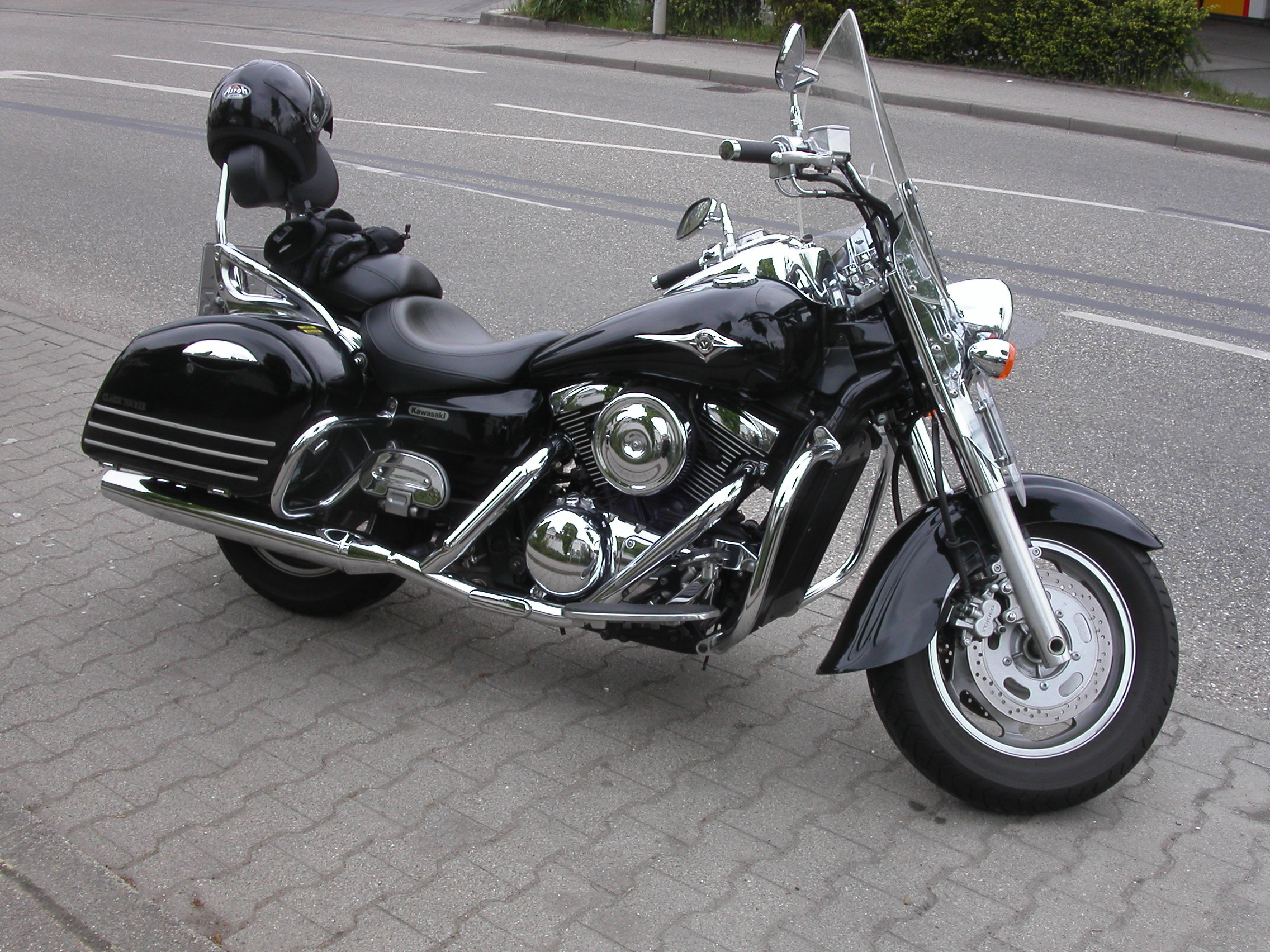
Kawasaki VN 1600
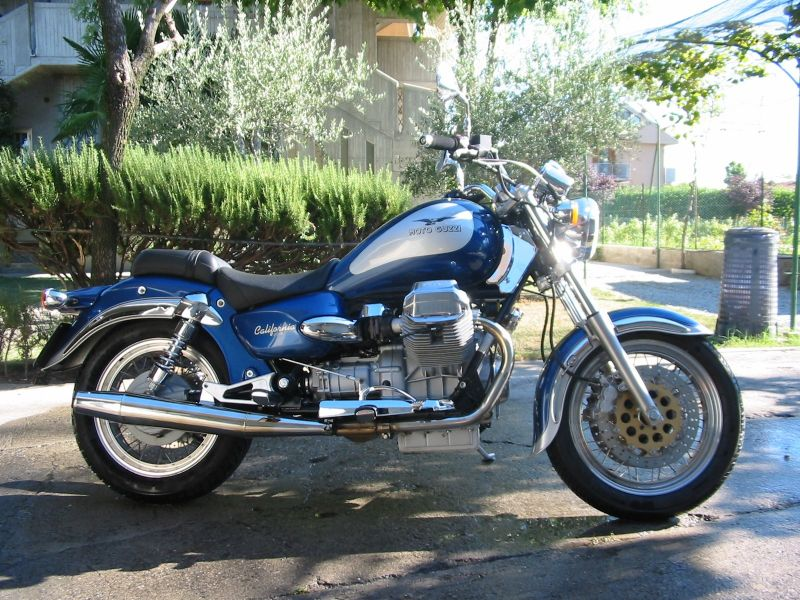
Moto Guzzi California 1100
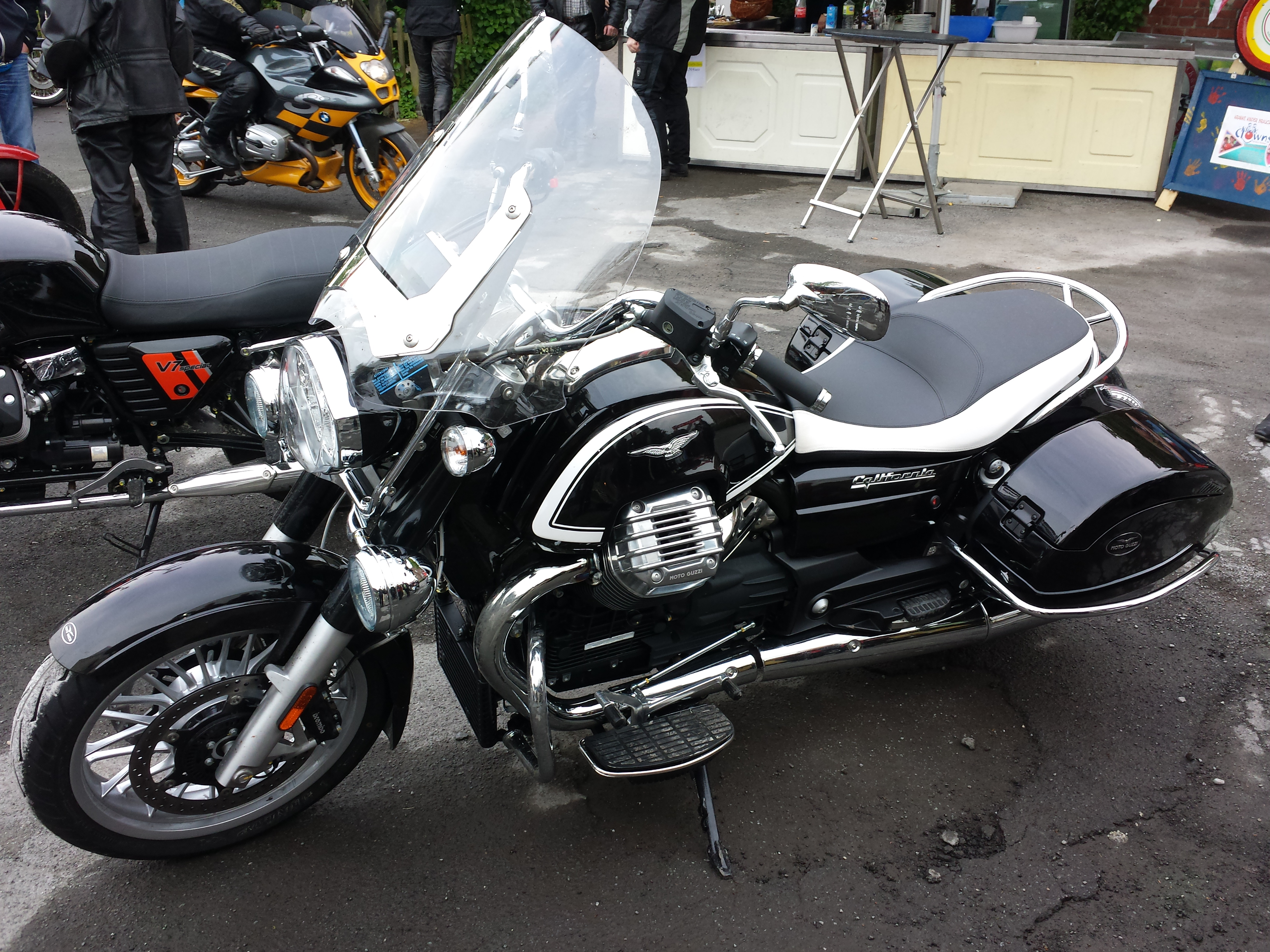
Moto Guzzi California 1400 Touring
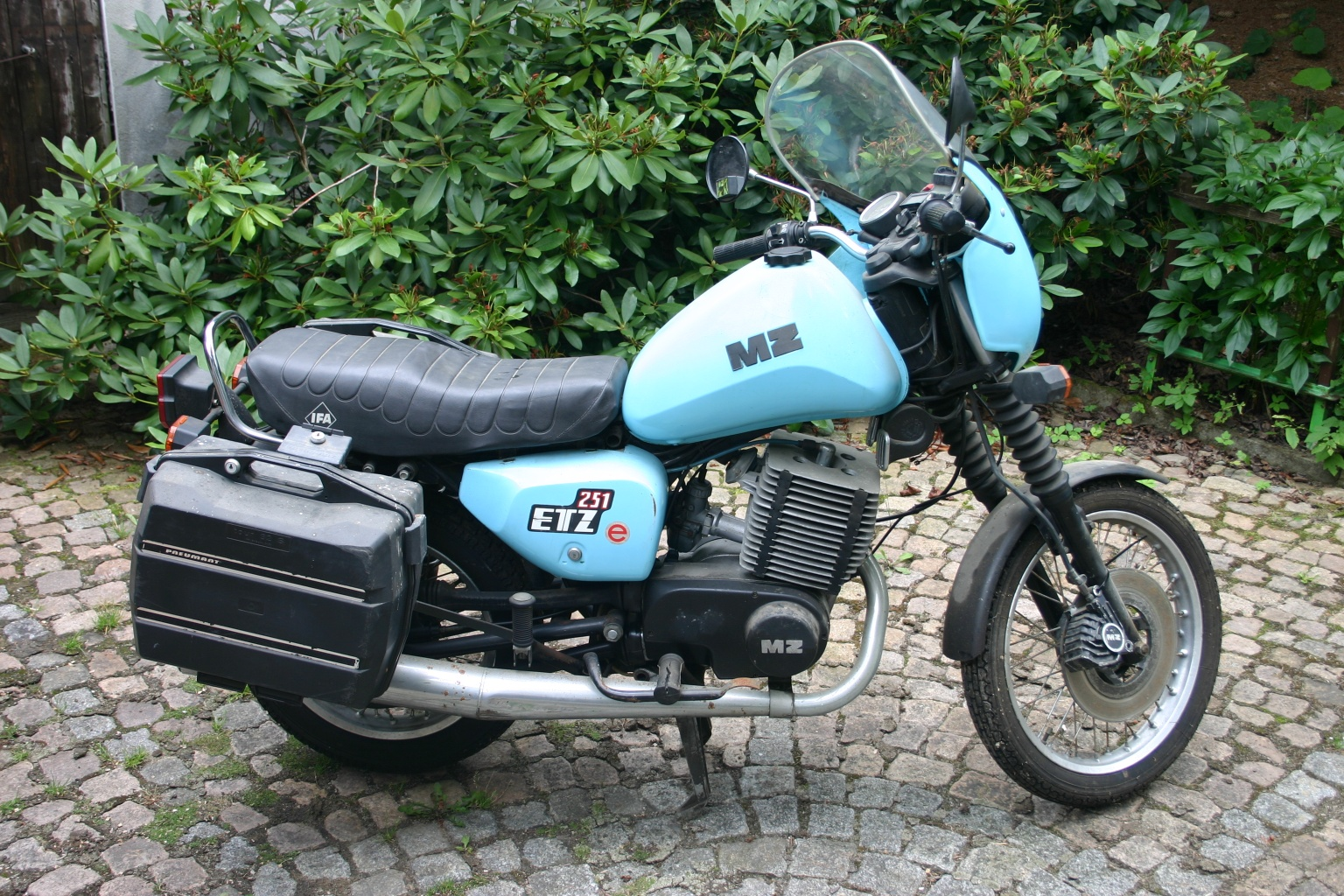
DDR-Cruiser MZ ETZ 251
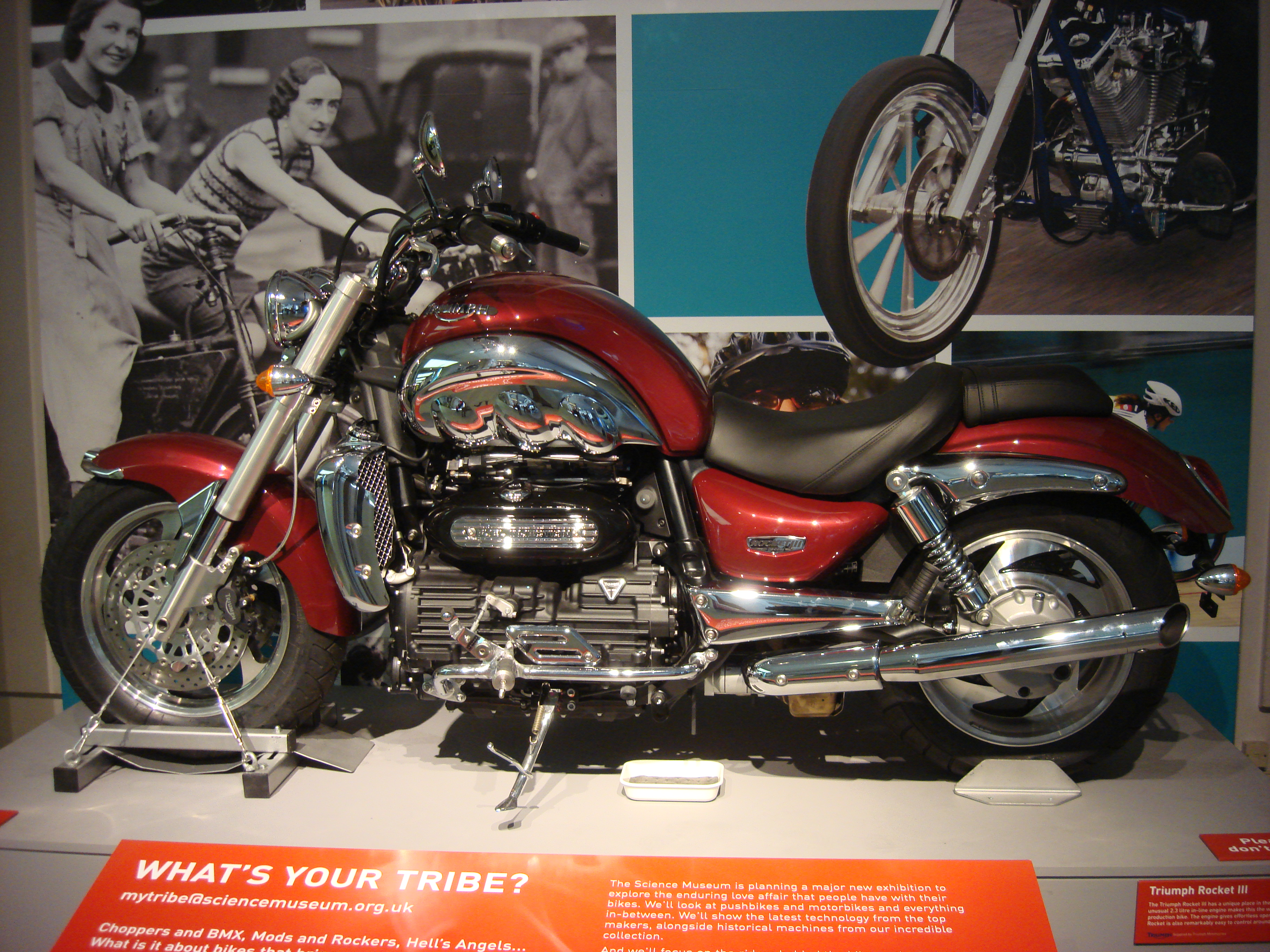
Triumph Rocket III
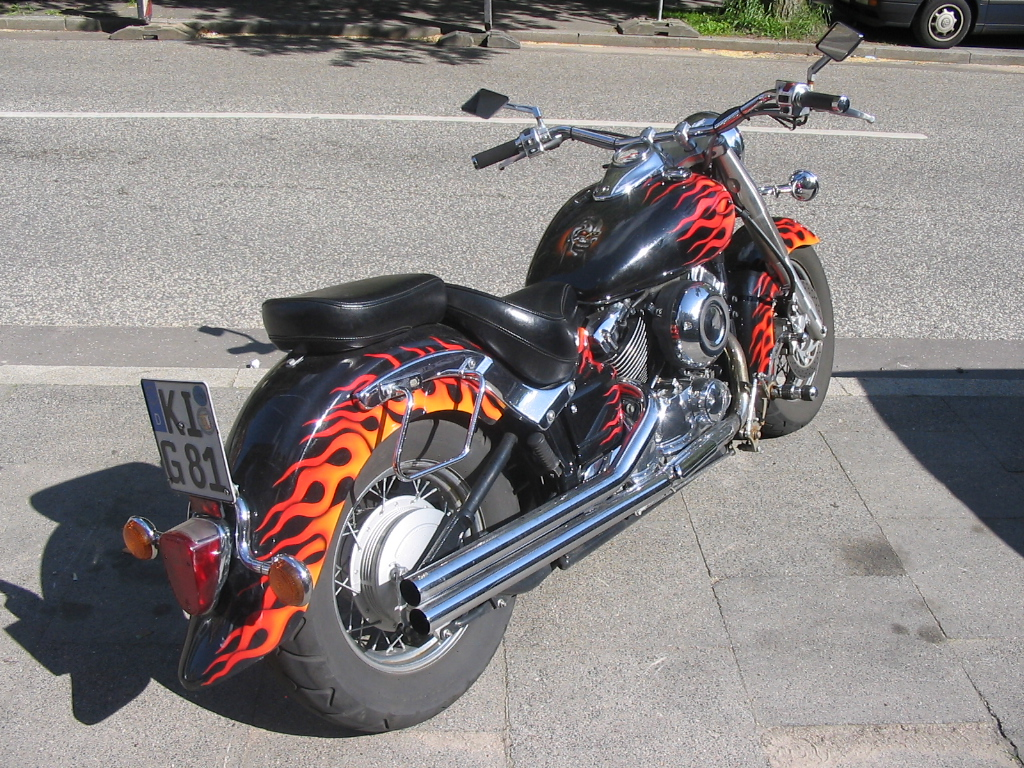
Yamaha XVS 650 Classic
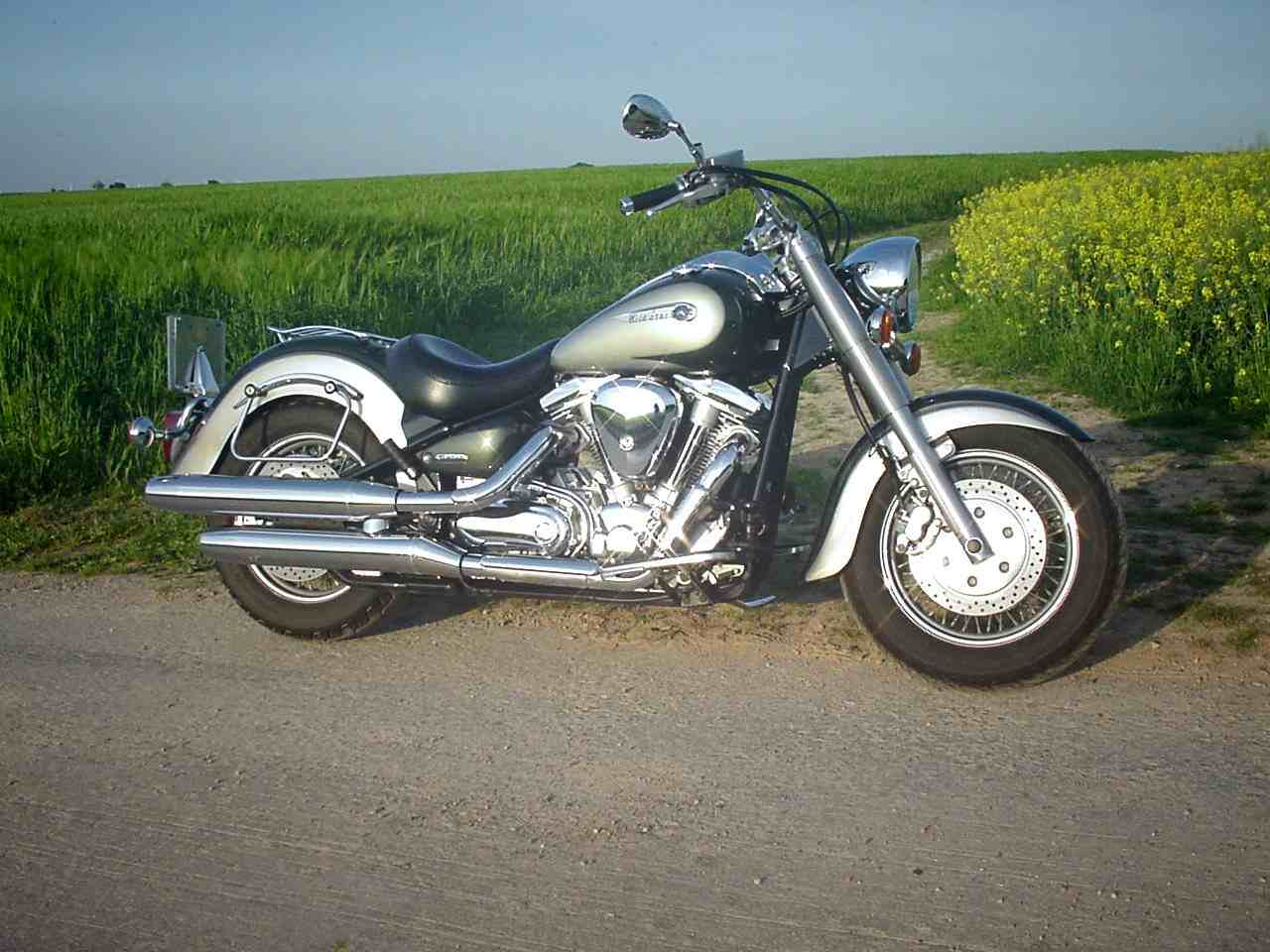
Yamaha XV 1600 Wild Star
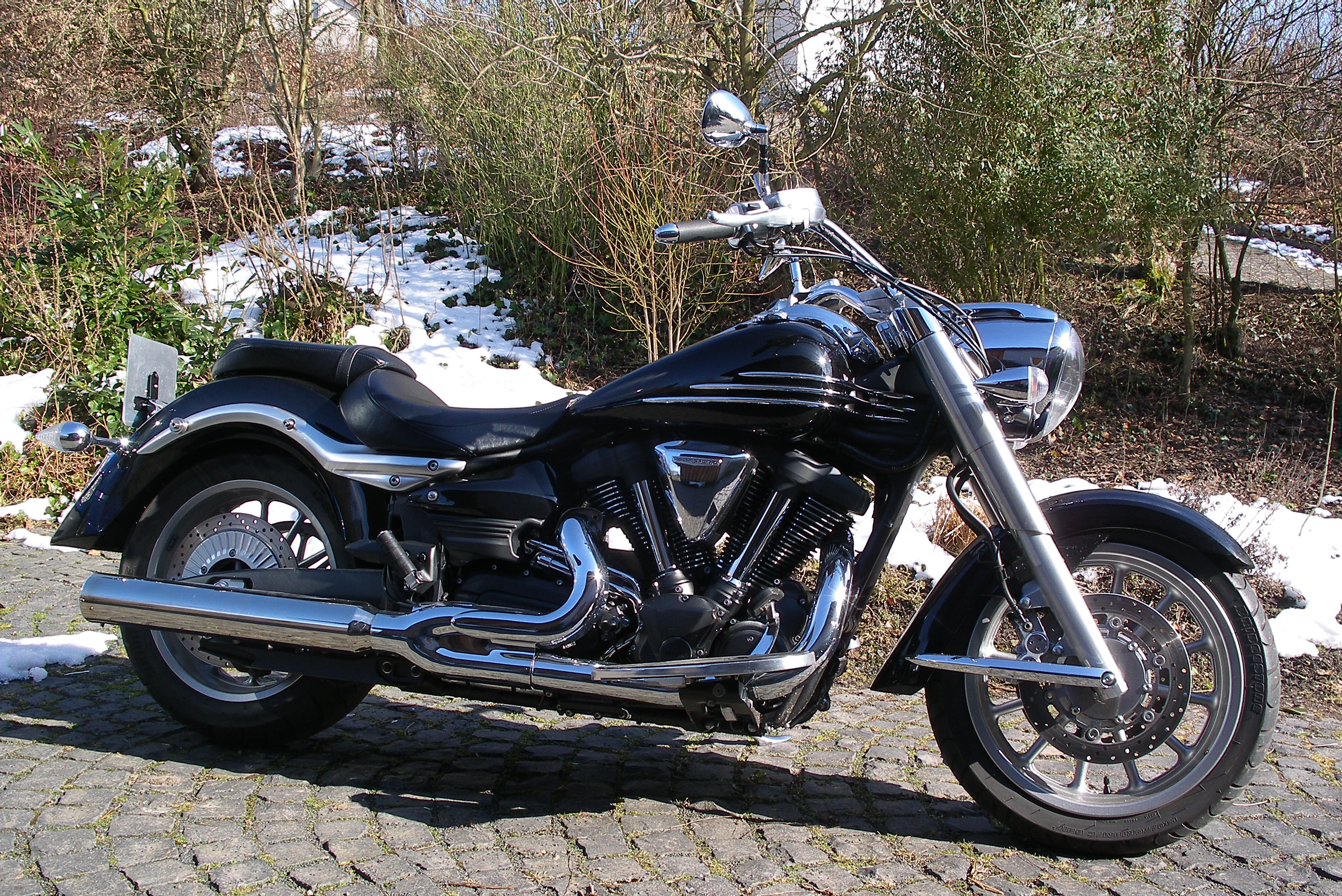
Yamaha XV 1900 A Midnight Star